# Giuseppe Cangialosi
Giuseppe Cangialosi (Palermo, 15 agosto 1895 – Veliki Hribach (Cerje), 12 ottobre 1916) è stato un militare italiano, medaglia d'oro al valor militare.

## Biografia
Allo scoppio della prima guerra mondiale viene chiamato alle armi e assegnato al 10º reggimento bersaglieri; un mese dopo, promosso sottotenente di complemento, viene assegnato ad un reparto di milizia territoriale dell'86º reggimento fanteria.
Nel 1916, su sua richiesta, viene trasferito al 206º reggimento della "brigata Lambro" col quale partecipa alla sesta battaglia dell'Isonzo durante la quale viene ferito alla testa.
Rientrato dalla convalescenza, viene assegnato al 77º reggimento della "brigata Toscana". Durante l'ottava battaglia dell'Isonzo, si distingue, al comando di un plotone, nell'attacco alle postazioni di Veliki Hribach nei pressi di Gorizia; durante il contrattacco austriaco eroicamente cade ucciso il 12 ottobre 1916.
Per questi fatti, dopo la morte, viene promosso tenente e gli viene conferita la medaglia d'oro al valor militare.
A lui sono intitolate la caserma della Guardia di Finanza di Palermo, sede del Comando interregionale dell'Italia Sud-Occidentale, e una via di Vicari da cui era originaria la famiglia.